# Lupoglav (Zagreb)
Lupoglav es una localidad de Croacia en el municipio de Brckovljani, condado de Zagreb.

## Geografía
Se encuentra a una altitud de 104 m s. n. m. a 32.2 km de la capital nacional, Zagreb.

## Demografía
En el censo 2011, el total de población de la localidad fue de 1 083 habitantes.
Según estimación 2013 contaba con una población de 1 086 habitantes.